# موريس لوجيون
موريس لوجين (ولد في 10 يوليو 1870 - 23 أكتوبر 1953) عضو في الجمعية الملكية وعضو في الجمعية الملكية بأدنبره (Fellow of the Royal Society of Edinburgh)، كان عالم جيولوجيا سويسري، رائد نظرية التحرك الورقي التكتوني (Nappe). كان تلميذاً ليوجين رينيفيه (Eugène Renevier). سُمي على اسمه  مقياس لوجيون التي تقيس موصلية السوائل خصيصاً الماء في الصخر، ويتم القياس من خلال ضغط الماء في حفرة عمودية في الصخر. واحد لوجيون يُعادل لتر واحد من الماء في الدقيقة، المُدخلة في 1 متر من الحفر العمودي تحت ما يعادل 10 من الضغط الجوي.

## حياته
ولد في بواسي (Poissy) بالقرب من باريس في 10 يوليو 1870. عائلته انتقلت إلى لوزان في سويسرا في 1876. ظهر لديه اهتمام بالجيولوجيا من عمر 15 عام.
توفي في لوزان في سويسرا في 23 أكتوبر 1953.

## المؤلفات
- السدود و الجيولوجيا (1933) - Dams and Geology (1933)

## العائلة
كان متزوجاً من إيدا ويلتي.

## روابط خارجية
- موريس لوجيون على موقع الموسوعة البريطانية (الإنجليزية)
- موريس لوجيون على موقع مونزينجر (الألمانية)

- أعمال أو نبذة عن موريس لوجيون على أرشيف الإنترنت